# إيفرت ريتشارد كوك
إيفرت ريتشارد كوك (بالإنجليزية: Everett Cook)‏ هو طيار بطل أمريكي، ولد في 13 ديسمبر 1894 في إنديانابوليس في الولايات المتحدة، وتوفي في 21 يناير 1974 في ممفيس في الولايات المتحدة.